# Uroobovella nantouensis
Uroobovella nantouensis es una especie de arácnido del orden Mesostigmata de la familia Urodinychidae.

## Distribución geográfica
Se encuentra en Taiwán.